# Erik Adlercreutz
Erik Alfred Herman Adlercreutz (né le 7 septembre 1899 à Helsinki – mort le 13 octobre 1989 à Helsinki) est un médecin et maître de conférences finlandais

## Biographie